# Match de la Coupe de l'America 2007

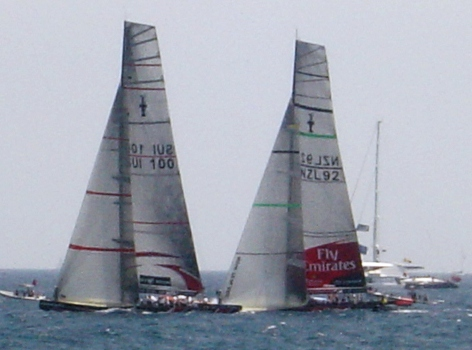
Alinghi et Team New Zealand lors de la première régate

Le match de la Coupe de l'America 2007 a eu lieu à Valence en Espagne du 23 juin au 3 juillet 2007 et s'est conclu par la victoire du tenant du titre (defender), le syndicat suisse Alinghi, face à son opposant (challenger), le syndicat néo-zélandais Emirates Team New Zealand.

## Résultat
Dans le tableau ci-dessous, l'équipe qui commence sur le côté droit de l'aire de départ est indiquée avec . Elle possède un léger avantage sur l'autre équipe qui se trouve sur le côté gauche, indiquée avec . Lors de la première régate, un tirage au sort a lieu pour déterminer qui se trouve à droite.
| Date             | Équipe 1                           | Équipe 2                           | Gagnant                   | Score | Différence | Statistiques       | Résumé |
| ---------------- | ---------------------------------- | ---------------------------------- | ------------------------- | ----- | ---------- | ------------------ | --- |
| 23 juin 2007     | Alinghi (SUI-100)                  | Emirates Team New Zealand (ZL-92)  | Alinghi                   | 1-0   | 35 s       |                    | Vent stable à 12 nœuds avec une mer agitée qui provoque beaucoup de tangage. Aucune attaque lors du prédépart avec les deux équipes qui effectuent un bon démarrage. Alinghi mène de 13 secondes à la première bouée et de 14 secondes sur la ligne d'arrivée. Cette première régate donne un aperçu des performances des bateaux qui sont plus ou moins similaires. |
| 24 juin 2007     | Emirates Team New Zealand (NZL-92) | Alinghi (SUI-100)                  | Emirates Team New Zealand | 1-1   | 28 s       |                    | Une brise à 10 nœuds. Un départ agressif d’Emirates Team New Zealand qui traverse la ligne en premier, même si Alinghi passe les deux premières bouées en tête. Une erreur stratégique commise par Alinghi permet aux Néo-Zélandais de se faufiler et de prendre la tête jusqu'à l'arrivée. |
| 26 juin 2007     | Alinghi (SUI-100)                  | Emirates Team New Zealand (NZL-92) | Emirates Team New Zealand | 1-2   | 27 s       |                    | Après plusieurs reports, la course débute à 17 h 10 avec deux heures de retard. Un vent peu stable et des conditions variables sur le plan d'eau permettent à Emirates Team New Zealand de creuser un écart important sur le défi suisse avec 1 minute et 23 secondes à la première bouée. Avec près de 400 mètres de retard, Alinghi revient progressivement sur les Néo-Zélandais qui connaissent un problème technique et manquent de peu de perdre leur n° 1 qui passe par-dessus bord. Les Suisses arrivent en tête à la dernière bouée avec 15 secondes d'avance après avoir coupé la trajectoire des Néo-Zélandais. Le challenger choisit alors une meilleure trajectoire que les Suisses, qui se font devancer sur la ligne d'arrivée et terminent second avec 27 secondes de retard. |
| 27 juin 2007     | Emirates Team New Zealand (NZL-92) | Alinghi (SUI-100)                  | Alinghi                   | 2-2   | 30 s       |                    | Un vent d'une dizaine de nœuds souffle sur l'ensemble du plan d'eau. Alinghi coupe en premier la ligne de départ mais ne parvient pas à obtenir la gauche du plan d'eau voulue par les deux équipes. Alinghi arrive néanmoins à garder la tête qu'il ne lâchera pas jusqu'à la fin. Les attaques d’Emirates Team New Zealand n'ont pas manqué, mais Alinghi a su répondre à toutes notamment aux multiples empannages du deuxième bord de portant. À l'issue de la régate, l'équipe néo-zélandaise a déposé un protêt remettant en cause la procédure de vérification après la régate consistant à affaler la grand-voile. Alinghi avait envoyé son n° 1 au sommet du mât pour y fixer une drisse, avec autorisation du jaugeur, mais l'équipier toucha accidentellement la voile, interférant selon les Néo-Zélandais avec le règlement. Celui-ci interdit qu'un équipier au sommet du mât participe à la descente de la voile. Le protêt a été rejeté le lendemain par le jury. |
| 29 juin 2007     | Alinghi (SUI-100)                  | Emirates Team New Zealand (NZL-92) | Alinghi                   | 3-2   | 19 s       |                    | Emirates Team New Zealand part en tête avec 5 secondes d'avance sur Alinghi. Les Néo-Zélandais creusent leur avance sur le premier bord et Alinghi accuse un retard de 12 secondes à la première bouée. Lors du retour au portant, le spi de Team New Zealand présente un trou. L'équipage tente de mettre en place un autre spi pour éviter un incident mais la voile éclate brutalement. Une suite de mauvaises manœuvres pendant 5 minutes permet à Alinghi de dépasser rapidement son rival qui traîne derrière lui des lambeaux de toile et perd 200 mètres dans l'incident. Les Néo-Zélandais arrivent à limiter les dégâts avec 26 secondes de retard sur la deuxième bouée mais ne pourront jamais rattraper Alinghi. Le défi suisse termine en tête avec 19 secondes d'avance. |
| 30 juin 2007     | Emirates Team New Zealand (NZL-92) | Alinghi (SUI-100)                  | Alinghi                   | 4-2   | 28 s       |                    | La phase de prédépart est mouvementée avec Emirates Team New Zealand qui coupe la trajectoire d’Alinghi dont la demande de pénalité est refusée de justesse. Les deux bateaux coupent la ligne en même temps, mais Team New Zealand se démarque et gagne 14 secondes sur son concurrent durant le premier bord. Les Néo-Zélandais conservent une certaine avance avec 11 secondes à la deuxième bouée mais Alinghi se montre de plus en plus menaçant. Le défi néo-zélandais tente de repousser les attaques des Suisses avec une série de virements de bord, mais un retard dans la manœeuvre défensive entamée par Dean Barker permet aux Suisses de reprendre la tête. Le bateau de Team New Zealand est repoussé sur la gauche et Alinghi creuse l'écart, profitant d'une trajectoire plus directe. Le défi suisse contourne la bouée avec 16 secondes d'avance. Au portant, l'écart oscille rapidement entre 80 et 120 mètres, diminuant parfois jusqu'à 50 mètres à la suite d'un empannage mal négocié par Alinghi, mais ce dernier conserve son avance et finit premier avec 28 secondes d'avance sur Team New Zealand. |
| 1er juillet 2007 |                                    |                                    |                           |       |            |                    | Régate annulée en raison des conditions météorologiques défavorables. |
| 3 juillet 2007   | Alinghi (SUI-100)                  | Emirates Team New Zealand (NZL-92) | Alinghi                   | 5-2   | 1 s        | Vidéo de l'arrivée | Un vent compris entre 14 et 17 nœuds assure des conditions idéales pour la régate. Emirates Team New Zealand et Alinghi coupent la ligne de départ presque en même temps mais le défi néo-zélandais s'en sort mieux avec un écart de 40 mètres après une dizaine de minutes. Alinghi reste au contact même si son côté est moins favorable, avant de remonter et empêcher le bateau de Emirates Team New Zealand de virer de bord selon la règle de la priorité. Alinghi réussit ainsi à passer la première bouée avec 7 secondes d'avance. Les deux Class America sortent leur spinnaker et conservent un écart de 50 mètres, mais Team New Zealand parvient à déventer Alinghi. Les rôles sont inversés à la deuxième bouée puisque Team New Zealand devance Alinghi de 14 secondes. Sur le second bord de près, l'équipage suisse réussit à nouveau à combler son retard. Mais les Néo-Zélandais commettent une erreur fatale en essayant de couper la trajectoire d'Alinghi qui est tribord amures (il est donc privilégié selon la règle 10 des Règles de Course à la Voile). Alinghi doit modifier sa route et une pénalité est infligée aux Néo-Zélandais (un virement de bord et un empannage = 360°). Alinghi contourne la bouée avec 12 secondes d'avance sur Emirates Team New Zealand qui a dû ralentir pour le laisser passer. Le bateau des « Kiwis » perd 120 mètres dans l'opération et doit effectuer un tour sur lui-même avant la fin de la course. La dernière partie de la course réserve des surprises aux deux équipes puisque l'intensité du vent passe de 14 à 4 nœuds. Les Néo-Zélandais descendent le spi et hissent leur génois, alors que les Suisses tardent à entamer cette manœuvre. Quasiment à l'arrêt avec une voile à l'eau, ces derniers se font rapidement remonter par Emirates Team New Zealand qui effectue son tour de pénalité juste avant l'arrivée. Mais Alinghi parvient à retrouver du vent et coupe la ligne avec seulement une seconde d'avance sur son concurrent, emportant ainsi la 32e Coupe de l'America. |

| Bateau bleu               | Bateau bleu               | Bateau jaune | Bateau jaune              | Départ | Départ | 1re Bouée | 1re Bouée  | 2e Bouée | 2e Bouée   | 3e Bouée | 3e Bouée | Arrivée | Arrivée |
| ------------------------- | ------------------------- | ------------ | ------------------------- | ------ | ------ | --------- | ---------- | -------- | ---------- | -------- | -------- | ------- | ------- |
| Régate 1 - 23 juin 2007   |                           |              |                           |        |        |           |            |          |            |          |          |         |         |
| SUI 100                   | Alinghi                   | NZL 92       | Emirates Team New Zealand |        | 01 s   |           | 13 s       |          | 20 s       |          | 14 s     |         | 35 s    |
| Régate 2 - 24 juin 2007   |                           |              |                           |        |        |           |            |          |            |          |          |         |         |
| NZL 92                    | Emirates Team New Zealand | SUI 100      | Alinghi                   |        | 3 s    |           | 19 s       |          | 13 s       |          | 15 s     |         | 28 s    |
| Régate 3 - 26 juin 2007   |                           |              |                           |        |        |           |            |          |            |          |          |         |         |
| SUI 100                   | Alinghi                   | NZL 92       | Emirates Team New Zealand |        | 8 s    |           | 1 min 23 s |          | 1 min 02 s |          | 15 s     |         | 25 s    |
| Régate 4 - 27 juin 2007   |                           |              |                           |        |        |           |            |          |            |          |          |         |         |
| NZL 92                    | Emirates Team New Zealand | SUI 100      | Alinghi                   |        | 1 s    |           | 20 s       |          | 34 s       |          | 25 s     |         | 30 s    |
| Régate 5 - 29 juin 2007   |                           |              |                           |        |        |           |            |          |            |          |          |         |         |
| SUI 100                   | Alinghi                   | NZL 92       | Emirates Team New Zealand |        | 5 s    |           | 12 s       |          | 26 s       |          | 24 s     |         | 19 s    |
| Régate 6 - 30 juin 2007   |                           |              |                           |        |        |           |            |          |            |          |          |         |         |
| NZL 92                    | Emirates Team New Zealand | SUI 100      | Alinghi                   |        | 0 s    |           | 14 s       |          | 11 s       |          | 16 s     |         | 28 s    |
| Régate 7 - 3 juillet 2007 |                           |              |                           |        |        |           |            |          |            |          |          |         |         |
| SUI 100                   | Alinghi                   | NZL 92       | Emirates Team New Zealand |        | 0 s    |           | 7 s        |          | 14 s       |          | 12 s     |         | 1 s     |

## Équipage d'Alinghi

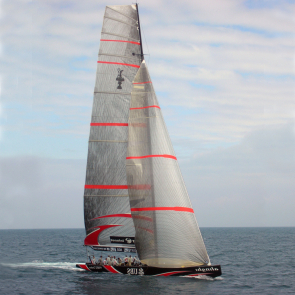
Alinghi

L'équipage d'Alinghi est resté inchangé lors des sept régates.
| Rôle                        |                          |
| --------------------------- | ------------------------ |
| Skipper / Tacticien         | Brad Butterworth         |
| Barreur                     | Ed Baird                 |
| Navigateur                  | Juan Vila                |
| Cellule arrière – Bastaques | Ernesto Bertarelli       |
| Stratège / traveller        | Murray Jones             |
| Bastaques / wincheur        | Rodney Ardern            |
| Runner / piano              | Dean Phipps              |
| Régleur Grand-voile         | Warwick Fleury           |
| Wincheur                    | Will McCarthy            |
| Régleur                     | Simon Daubney            |
| Régleur                     | Lorenzo Mazza            |
| Wincheur                    | Matt Welling             |
| Wincheur                    | Mark McTeigue            |
| Piano                       | Josh Belsky              |
| Pied de mât                 | Francesco Rapetti        |
| Pont-avant                  | Curtis Blewett           |
| Numéro 1                    | Pieter van Nieuwenhuyzen |

## Équipage deEmirates Team New Zealand

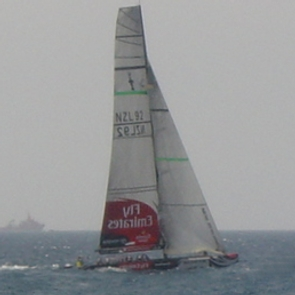
NZL 92

L'équipage de Emirates Team New Zealand est resté inchangé lors des sept régates à l'exception de Grant Loretz remplacé par Rob Salthouse lors de la 6e régate.
| Rôle                |                                                                 |
| ------------------- | --------------------------------------------------------------- |
| Skipper / Barreur   | Dean Barker                                                     |
| Tacticien           | Terry Hutchinson                                                |
| Navigateur          | Kevin Hall                                                      |
| Stratège            | Ray Davies                                                      |
| Traveller / Mât     | Adam Beashel                                                    |
| Piano               | Barry Mckay                                                     |
| Runner / Piano      | Tony Rae                                                        |
| Régleur Grand-voile | Don Cowie                                                       |
| Wincheur            | Chris Ward                                                      |
| Régleur au portant  | Grant Loretz remplacé par Rob Salthouse () lors de la 6e régate |
| Régleur             | James Dagg                                                      |
| Wincheur            | Rob Waddell                                                     |
| Wincheur            | Jono McBeth                                                     |
| Pied de mât         | Matt Mason                                                      |
| Floater             | Grant Dalton                                                    |
| Pont-avant          | Richard Meacham                                                 |
| Numéro 1            | Jero Lomas                                                      |